# Petite Île (Réunion)
Petite Île (deutsch Kleine Insel) ist eine kleine, unbewohnte Insel unmittelbar vor dem Cap du Fil an der Südküste von Réunion, der Hauptinsel des gleichnamigen französischen Übersee-Département im westlichen Indischen Ozean.

## Geographie
Die 2,24 Hektar große Insel liegt weniger als 60 Meter vor der Südküste der Hauptinsel Réunion. Sie erstreckt sich über 290 Meter von Nordosten nach Südwesten und ist maximal 100 Meter breit. Sie erreicht eine Höhe von 32 Metern.

## Geschichte
Die Petite Île gab der Gemeinde Petite-Île, zu der sie gehört, den Namen. Auf einer Karte von Réunion von 1661 ist sie als Roches Islet verzeichnet.

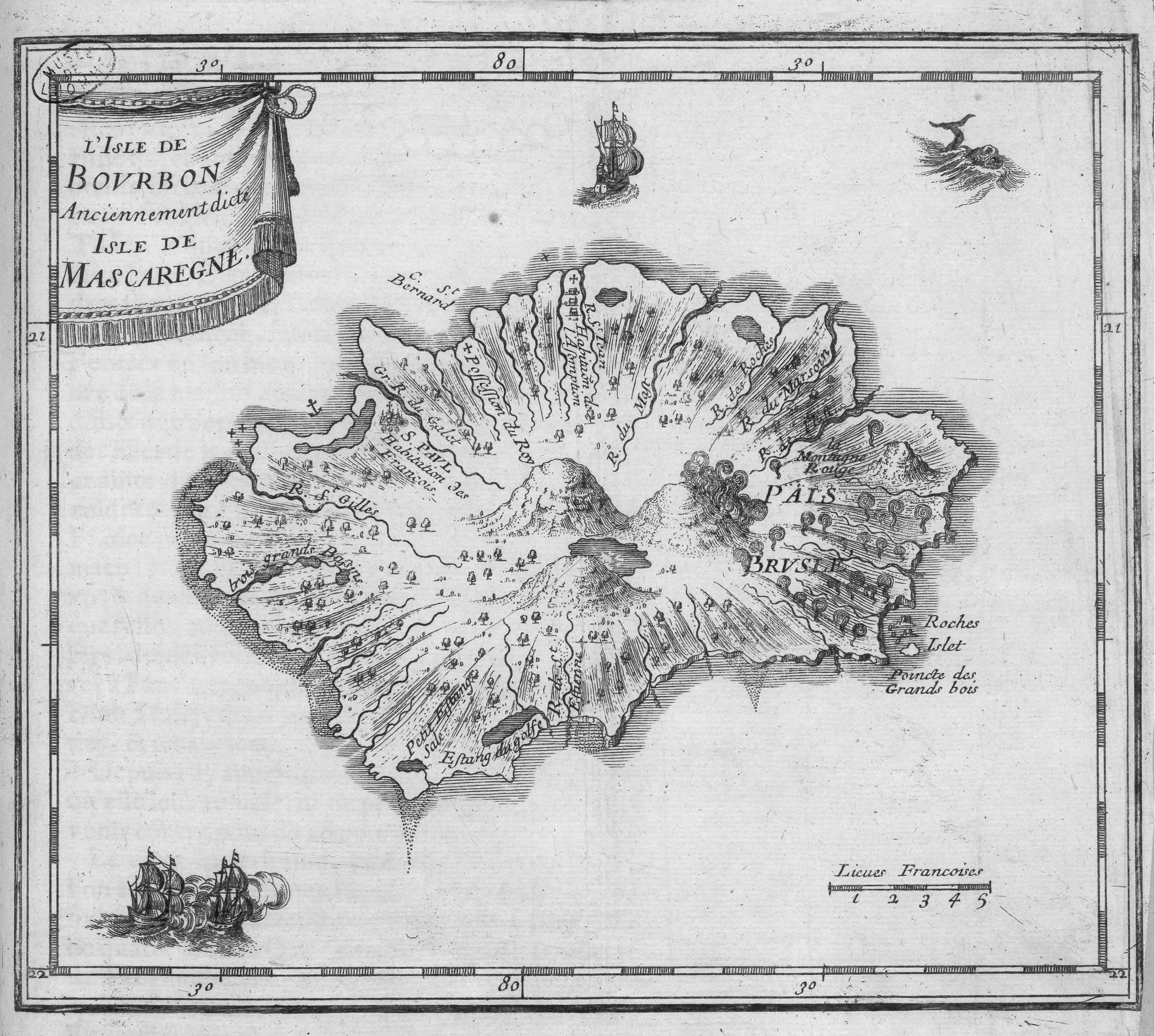
Roches Islet (rechts) und Réunion auf der Karte von 1661